# Hippichthys
Hippichthys är ett släkte av fiskar. Hippichthys ingår i familjen kantnålsfiskar.
Kladogram enligt Catalogue of Life:
| Hippichthys | \| \| Hippichthys albomaculosus \| \| \| \| \| \| Hippichthys cyanospilos \| \| \| \| \| \| Hippichthys heptagonus \| \| \| \| \| \| Hippichthys parvicarinatus \| \| \| \| \| \| Hippichthys penicillus \| \| \| \| \| \| Hippichthys spicifer \| \| \| \| |
|             | \| \| Hippichthys albomaculosus \| \| \| \| \| \| Hippichthys cyanospilos \| \| \| \| \| \| Hippichthys heptagonus \| \| \| \| \| \| Hippichthys parvicarinatus \| \| \| \| \| \| Hippichthys penicillus \| \| \| \| \| \| Hippichthys spicifer \| \| \| \| |
|             | Hippichthys albomaculosus |
|             | |
|             | Hippichthys cyanospilos |
|             | |
|             | Hippichthys heptagonus |
|             | |
|             | Hippichthys parvicarinatus |
|             | |
|             | Hippichthys penicillus |
|             | |
|             | Hippichthys spicifer |
|             | |